# Saíd Abdeválí
Saíd Abdeválí (* 4. listopadu 1989 Ándímešk) je íránský zápasník – klasik, bronzový olympijský medailista z roku 2016.

## Sportovní kariéra
Zápasení se věnuje od 11 let v rodném Ándímešku. Specializuje se na řecko-římský styl pod vedením Iradže Esfandíjárífára. V íránské mužské reprezentaci se pohyboval od roku 2009 ve váze do 66 kg. V roce 2012 startoval jako úřadující mistr světa na olympijských hrách v Londýně, ale nezvládl roli favorita a vypadl ve čtvrtfinále s Francouzem Steeve Guénotem 1:2 na sety.
Od roku 2014 startoval ve vyšší váze do 75 (74) kg. V roce 2016 na olympijských hrách v Riu prohrál v úvodním kole s Dánem Markem Madsenem těsně 1:1 (Dán skóroval jako poslední). Madsen ho však svým postupem do finále vytáhl do oprav, ve kterých postoupil do souboje o třetí místo proti Maďaru Péteru Bácsimu. Zápas s Maďarem začal ve velkém tempu, po strhu a dvou vytlačení vedl v desáté sekundě 3:0 na technické body. V závěru první minuty však nechal Maďara snížit zvratem na 3:2 a tímto výsledkem skončil první poločas. Ve druhém poločase navýšil vedení vytlačením na 4:2, poslední bod přidal za druhou Bácsiho pasivitu a zvítězil 5:2 na technické body. Získal bronzovou olympijskou medaili.

## Výsledky
| Turnaj            | 2008 | 2009 | 2010 | 2011 | 2012 | 2013 | 2014 | 2015 | 2016 | 2017 | 2018 |  |
| Turnaj            | 19   | 20   | 21   | 22   | 23   | 24   | 25   | 26   | 27   | 28   | 29   |  |
| Turnaj            | -66  | -66  | -66  | -66  | -66  | -74  | -75  | -75  | -75  | -75  | -82  |  |
| ----------------- | ---- | ---- | ---- | ---- | ---- | ---- | ---- | ---- | ---- | ---- | ---- |  |
| Olympijské hry    | —    |      |      |      | úč.  |      |      |      | 3.   |      |      |  |
| Mistrovství světa |      | —    | úč.  | 1.   |      | —    | —    | 5.   |      | 3.   | 5.   |  |
| Asijské hry       |      |      | 1.   |      |      |      | 3.   |      |      |      | —    |  |
| Mistrovství Asie  | —    | 3.   | —    | —    | —    | —    | 3.   | —    | —    | —    | —    |  |
| MS juniorů        | 1.   | 1.   |      |      |      |      |      |      |      |      |      |  |